# João Henrique Morley
João Henrique Morley CvC • CvA • ComA • CvNSC • ComNSC (Lisboa, 20 de abril de 1816 – Lisboa, 31 de março de 1888) foi um médico e militar português, que ocupou o cargo de cirurgião-mor do Reino e Conselheiro do rei Luís I de Portugal.

## Biografia

### Nascimento
Nasceu na freguesia de São Paulo, em Lisboa, a 20 de abril de 1816, filho de Henrique José Morley e de sua mulher, Maria do Carmo Teodora Morley, naturais de Lisboa, ele da freguesia de Santos-o-Velho e ela da Pena. Foi baptizado pelo Coadjutor Simão Ruy da Cunha a 2 de maio daquele ano, na Igreja Paroquial de São Paulo, tendo por padrinhos João António de Almeida e Efigénia Caffry, sendo procurador da madrinha o marido da mesma, João Caffry.

### Carreira
Foi nomeado cirurgião-ajudante do exército a 10 de dezembro de 1840, e colocado no Batalhão de Infantaria N.º 6. Passou ao Regimento de Granadeiros da Rainha, a 13 de janeiro de 1843. Foi promovido a cirugião-mor para o Regimento de Cavalaria N.º 5, a 13 de janeiro de 1845. Sendo cirurgião-mor deste regimento, foi mandado fazer serviço no Regimento de Infantaria N.º 11, a 10 de julho de 1845. Foi mandado recolher ao corpo, em 10 de outubro do mesmo ano. Passou à 1.ª secção do exército, a 14 de agosto daquele ano.
É colocado no Regimento de Cavalaria N.º 5 a 31 de outubro de 1846, onde fez as campanhas de 1846 e 1847, durante a Patuleia. Assistiu ao combate de Viana do Alentejo, a 28 de outubro de 1846, e à do Alto do Viso, a 1 de maio de 1847. Chega a ser nomeado Cavaleiro da Ordem Militar de Cristo, pelos serviços prestados no combate de Viana do Alentejo (decreto de 10 de fevereiro de 1847) e Cavaleiro da Ordem de Nossa Senhora da Conceição de Vila Viçosa, pelos serviços prestados no combate de Alto do Viso (decreto de 9 de maio de 1847). Mais tarde, torna-se Comendador da última Ordem.
Passou ao Regimento de Infantaria N.º 1 a 25 de janeiro de 1848, e, ao Regimento de Cavalaria N.º 2 de Lanceiros da Rainha a 10 de outubro do ano seguinte. Torna-se graduado em cirurgião do exército a 10 de junho de 1851. Passou para o Regimento de Cavalaria N.º 1 a 12 de novembro do mesmo ano; foi-lhe mandado contar a antiguidade do último posto desde 28 de abril de 1851. Por ordem do comandante-em-chefe do exército de 27 de janeiro de 1857, foi mandado tomar interinamente a direção do Hospital Militar permanente do Porto. Foi mandado recolher ao corpo, por ordem do comandante-em-chefe do exército de 13 de abril de 1858. Foi mandado fazer as inspecções semestrais dos hospitais dos corpos da 1.ª divisão militar, aquartelados fora da capital, no impedimento do respetivo cirurgião de divisão a 24 de janeiro de 1859. Recolheu em 1 de março do mesmo ano.
Por decreto de 13 de março de 1861, é feito Cavaleiro da Ordem Militar de Avis, tornando-se, mais tarde, Comendador.
Passou no posto de cirurgião de brigada da 5.ª divisão militar para a 4.ª a 16 de maio de 1862; a 18 de setembro de 1866, foi mandado marchar para o campo de instrução e manobras a fim de organizar o hospital de que foi diretor, segundo a disposição 5.ª da ordem n.º 33 do mesmo ano. Por determinação do rei, foi mandado continuar naquela comissão, a 11 de dezembro do dito ano. Sendo cirurgião de brigada da 4.ª divisão militar, passou à 6.ª, continuando na mesma comissão, a 21 de setembro de 1867. A 1 de dezembro de 1863, foi mandado fazer serviço na 1.ª divisão militar, em correspondência com a sua anterior colocação na 6.ª, que foi extinta a 12 de novembro daquele ano. Foi colocado na 1.ª divisão militar, em harmonia com o disposto na ordem do exército n.º 70, de 1868, a 14 de dezembro do referido ano. Foi promovido a cirurgião de divisão para a 3.ª divisão militar, a 14 de abril de 1875. Passou à 1.ª divisão militar em 28 de agosto do mesmo ano. Foi promovido a cirurgião-em-chefe do exército, e nomeado chefe da 6.ª repartição da secretaria de Estado dos Negócios da Guerra, a 27 de abril de 1881.
Por decreto de 1 de junho de 1882, foi-lhe conferida a mercê do título do Conselheiro de Sua Majestade Fidelíssima, em testemunho de consideração pelos serviços prestados no exercício do seu cargo. Mais tarde, dizia ser a sua vida um insulto à Ciência.

### Casamento e descendência
Casou com Emília Rosa Cândida de Ávila Waddington (Santos-o-Velho, 1 de abril de 1815 - ?), filha de George Augustus Henry Waddington e de sua mulher Laureana Cândida Crato e viúva de Francisco José Rebelo, da qual teve único filho: João Henrique Morley Júnior, o qual faleceu sem geração.

### Falecimento
Faleceu na sua residência, Estrada de Sacavém, número 79, no sítio do Areeiro, ao tempo parte da freguesia de São Jorge de Arroios, em Lisboa, às 14 horas de 31 de março de 1888, aos 71 anos de idade, vítima de anemia. Encontra-se sepultado em jazigo de família, no Cemitério dos Prazeres, em Lisboa.